# جيرالدو الفيس
جيرالدو الفيس (بالبرتغالية: Geraldo Washington Regufe Alves‏) (8 نوفمبر 1980 ببوفوا دي فارزيم في البرتغال - ) هو لاعب كرة قدم برتغالي في مركز قلب الدفاع. لعب مع أيك أثينا ونادي أسترا جورجو ونادي باسوش دي فيريرا ونادي بترولول بلويشتي ونادي بنفيكا ونادي بيرا مار ونادي جل فيسنتي ونادي ستيوا بوخارست وأتلاتيك أنوسيس قسطنطينبولس ‏ وS.L. Benfica B ‏.

## وصلات خارجية
- جيرالدو الفيس على موقع قاعدة بيانات كرة القدم.إي يو (الإنجليزية)
- جيرالدو الفيس على موقع Soccerway.com (الإنجليزية)
- جيرالدو الفيس على موقع عالم كرة القدم.نت (الإنجليزية)
- جيرالدو الفيس على موقع AS.com (الإسبانية)